# Гаплогруппа CT
Гаплогруппа CT — в генетической генеалогии это человеческая Y-хромосомная гаплогруппа, определяющей одну из крупнейших линий наследования человечества по мужским линиям от отца к сыну.
Составляющие эту группу мужчины обладают Y-ДНК с ОНП мутация M168 вместе с P9.1 и M294. Эти мутации присутствуют у всех современных человеческих мужских линий кроме A и B, которые почти полностью обе находятся в Африке. По аналогии с более широко известной концепцией «Y-хромосомного Адама» (позднейшего общего предка по мужской линии всех ныне живущих мужчин), о группе CT-M168 в научно-популярной литературе говорят как о происходящей от «Евразийского Адама».

## Появление
Происходит от мутации гаплогруппы BT, произошедшей у мужчины, жившего 88 000 лет назад. Последний общий предок носителей CT жил 68,5 тыс. л. н. (даты определены по снипам компанией YFull).
Мутации, определяющие CT — P9.1, M168 и M294. Рождение позднейшего общего предка (ПОП) по мужской линии всех сегодняшних носителей CT, вероятно, предшествовало выходу из Африки людей анатомически современного типа, миграции, в которой приняли участие несколько его потомков. Поэтому считается, что он жил в Африке ранее этой предполагаемой миграции. Гаплогруппа DE возникла чуть позднее на северо-востоке Африки. Ещё позднее, по оценкам — около 46000 лет до н. э., произошли мутации M130 и M216, выделяющие C из всех других потомков CT, после переселений людей в Юго-Западную Азию.
С парагруппой CT* ни одного мужчины пока ещё не было обнаружено, что, иначе говоря, означает, что все мужчины с гаплогруппой CT одновременно являются и представителями одной из её крупнейших ветвей (клад). Все известные выжившие линии потомков CT относятся также к одной из двух её крупнейших субклад: CF и DE. В свою очередь, гаплогруппа DE разделилась на восточноазиатскую гаплогруппу D и евразийско-африканскую гаплогруппу E, в то время как CF разделилась на европейскую, восточноазиатскую, американскую и австрало-океанийскую гаплогруппу C и гаплогруппу F, которая преобладает во всём неафриканском населении.
По другой версии появление Y-хромосомной супергаплогруппы CT произошло вне Африки 56,26 тыс. лет назад (с 95 % вероятностью: 54,29—58,39 тыс. л. н.), что хорошо соответствует предыдущей оценке появления CT по 78-ми восточноазиатским Y-хромосомам в 3,9 Мбит в NRY — 54,1 тыс. лет назад (с 95 % вероятностью: 50,6—58,2 тыс. л. н.) (Yan et al., 2013). Двумя тысячелетиями позже гаплогруппа DE ответвляется от CT (Chuan-Chao Wang and Li Hui, 2014).
В 2016 году Позник и Андерхилл показали, что Y-хромосомная гаплогруппа E возникла за пределами Африки, а общий предок всех неафриканских линий (TMRCA), в том числе гаплогрупп DE и CF, жил ~ 76 тыс. л. н.  После возвращения гаплогруппы E в Африку её дифференциации на Чёрном континенте началась 58 тыс. лет назад. Заметное увеличение числа линий вне Африки ~ 50-55 тыс. л. н., что, возможно, отражает географическую экспансию и дифференциацию евразийского населения. 
Таким образом, гаплогруппа CT является общей предковой мужской линией большинства ныне живущих мужчин, включая большинство африканцев, среди которых ныне превалирует гаплогруппа E, и большинство неафриканцев, среди которых превалирует гаплогруппа F.
Крис Тайлер-Смит с коллегами считают, что линии B и CT разошлись 101 тыс. лет назад.

## Палеогенетика
Гаплогруппа CT определена: у образца Cioclivna 1 из Румынии (ок. 32 тыс. л. н.), у образца: Костёнки 12 из России (костёнковские стоянки, ок. 32 тыс. л. н.), у образца Vestonice 13 из Дольни-Вестонице (граветт Чехии, ок. 31 тыс. л. н.), у представителей натуфийской культуры, культуры докерамического неолита B, обитателя иранского Ганджи-Даре.

## Концепция Евразийского Адама
Евразийский Адам (также известный как Австрало-Евразийский Адам или Адам, вышедший из Африки) — имя, данное мужчине, бывшему по мужской линии (патрилинейным) предком всех мужчин с мутаций ОНП по Y-хромосоме, известной как «M168». Иначе говоря, он является позднейшим общим патрилинейным предком всех мужчин в гаплогруппе CT, гаплогруппе, которая определяется общностью происхождения от предка, обладавшего M168.
Согласно последним исследованиям, вероятно, что он жил в Африке, а его потомки и мужские линии его потомков — единственные, кто в доисторическое время дожил за пределами Африки до наших дней. Они преобладают в мужском населении также и Африки.
Этот термин был образован по аналогии с более хорошо известной концепцией «Y-хромосомного Адама», что указывает на его важное место как второй важнейшей точки в патрилинейной истории человечества. В любом случае, следует помнить о следующем:
- Евразийский Адам назван так только для того, чтобы указать на его положение как отца-основателя большой мужской линии в рамках человечества; в этом имени нет намёка на отношение к библейскому Адаму.
- Евразийский Адам был отдалённым потомком Y-хромосомного Адама, патрилинейного позднейшего общего предка (ПОП) всех ныне живущих мужчин.
- Этот второй научный «Адам» не был тем же самым мужчиной, у которого первого появилась мутация M168. M168 — это всего лишь первая открытая мутация, отделяющая эту мужскую линию от гаплогрупп A и B.
- Выжившие потомки этого человека по мужской линии преобладают во всех частях света, включая Африку и Америку.
- Важность этого человека имеет отношение только к чистым непрерывным линиям наследственности от отца к сыну, а не всей наследственности, таким образом этот мужчина не был «предком всех евразийцев» или «предком всех африканцев».

## Ветви-потомки
- Гаплогруппа CF (P143)
  - Гаплогруппа C (M130, M216) Обнаружена в Азии, Австралии, Океании и Северной Америке
    - Гаплогруппа C1 (M8, M105, M131) Обнаружена в Японии
    - Гаплогруппа C2 (M38) Обнаружена в Индонезии, Новой Гвинее, Меланезии, Микронезии и Полинезии
    - Гаплогруппа C3 (M217, P44) Обнаружена по Евразии и Северной Америке, особенно часто среди монголов, казахов и народов, говорящих на тунгусо-маньчжурских языках, палеоазиатских языках и языках на-дене
    - Гаплогруппа C4 (M347) Обнаружена у коренных австралийцев
    - Гаплогруппа C5 (M356) Обнаружена в южной, центральной и юго-западной Азии

  - Гаплогруппа F (M89, M213) Обнаружена на протяжении Евразии, Океании и обеих Америк
    - F1 (P91, P104)
    - F2 (M427, M428)
    - F3 (P96)
    - F4 (P254)
    - Гаплогруппа G M201, P257 Обнаружена в Европе, в западной, центральной и южной Азии, а также в северной Африке
    - Гаплогруппа H M69, M370 Обнаружена в южной, центральной и юго-западной Азии
    - Гаплогруппа IJK L15/S137, L16/S138 Обнаружена в Европе, западной Азии, северной и восточной Африке
      - Гаплогруппа IJ M429/P125 Обнаружена в Европе, западной Азии, северной и восточной Африке
        - Гаплогруппа I M170, M258, P19, P38, P212, U179 Обнаружена в Европе
        - Гаплогруппа J 12f2.1, M304 Обнаружена в Европе, западной Азии, северной и восточной Африке

      - Гаплогруппа K M9 Обнаружена по всей Евразии, Океании, северной и восточной Африке и в Америках
        - Гаплогруппа L M11, M20, M22, M61, M185, M295 Обнаружена на Индийском субконтиненте
        - Гаплогруппа MNOPS M526
          - Гаплогруппа M P256 Обнаружена в восточной Индонезии, Папуа — Новой Гвинее и Меланезии
          - Гаплогруппа NO M214
            - Гаплогруппа N M231 Обнаружена в восточной Европе, северной и восточной Азии
            - Гаплогруппа O M175 Обнаружена в Океании и восточной Азии

          - Гаплогруппа P 92R7, M45, M74/N12, P27.1/P207
            - Гаплогруппа Q M242 Обнаружена в Америках и в Евразии
            - Гаплогруппа R M207/UTY2, M306/S1 Обнаружена по всей Евразии и некоторых местах Африки

          - Гаплогруппа S M230,P202, P204 (ранее K5) в восточной Индонезии, Папуа — Новой Гвинее и Меланезии

        - Гаплогруппа T M70, M184/USP9Y+3178, M193, M272 (ранее K2) Обнаружена в юго-западной и южной Азии (восток и юг Индии), северной Африке (Египет, Тунис, Марокко), на Африканском Роге (Сомали, Эфиопия), в Камеруне (Фульбе) и южной Европе (Иберия, Италия, Греция и связанные с ними острова)
- Гаплогруппа DE (M1, M145, M203)
  - Гаплогруппа D (M174) Обнаружена в Тибете, Японии и на Андаманских островах
    - Гаплогруппа D1 (M15)
    - Гаплогруппа D2 (M55, M57, M64.1, M179, P37.1, P41.1 (M359.1), 12f2.2)
    - Гаплогруппа D3 (P99)

  - Гаплогруппа E (M40, M96) Обнаружена в Африке и прилегающих областях
    - Гаплогруппа E1 (P147)
      - Гаплогруппа E1a (ранее E1) (M33, M132)
      - Гаплогруппа E1b (P177)
        - Haplogroup E1b1 (ранее E3) (P2, DYS391p)
          - Гаплогруппа E1b1a (ранее E3a) (M2) Обнаружена по всей Африке кроме севера континента
          - Гаплогруппа E1b1b (ранее E3b) (M215) Обнаружена в восточной Африке (эфиопы, сомалийцы, масалит и фор[14]), северной Африке (берберы и арабы), Ближнем Востоке и в Европе (особенно в областях, соседствующих со Средиземным морем)

    - Гаплогруппа E2 (M75)